# Сюань-цзун (династія Тан, 712—756)
Сюань-цзун (кит.: 玄宗; піньїнь: Xuánzōng), особисте ім'я Лі Лунцзі (кит.: 李隆基; піньїнь: Lǐ Longji; 8 вересня 685 — 3 травня 762) — дев'ятий імператор династії Тан у 712–756 роках.

## Життєпис

### Молоді роки
Народився 8 вересня 685 року в родині імператора Жуй-цзуна та наложниці Доу. Отримав ім'я Лі Лунцзи. У 687 році став князем Чу. В 690 році, коли батька було позбавлено трону бабцею У Цзетянь Лі Лунцзи став іменуватися У Лунцзи. У 692 році переїхав до палацу за межами столиці. В 693 році за наказом У Цзетянь було страчено матір Лі Лунцзи, а його самого позбавлено князівського титулу і взято під домашній арешт, який тривав до 699 року.
У 705 році зі сходженням на трон Чжун-цзуна Лі Лунцзи отримав посаду заступника міністра військового постачання. У 710 році повертається до столиці Чан'ань, де незабаром Чжун-цзун помер, а новим імператором став батько Лі Лунцзи.

### Правління
У 712 році Жуй-цзун зрікся трону на користь сина лі Лунцзи, який прийняв ім'я Сюань-цзуна. У 713 році йому вдалося придушити небезпечний заколот принцеси Тайпін. З цього моменту тривалий час ніхто не зазіхав на трон. Сюань-цзун впритул зайнявся реформами у зовнішній та внутрішній політиці. Остаточно столицю імперії перенесено до міста Чанань. Для розбудови столиці імператор багато зробив. За ініціативи Сюань-цзуна вперше на півночі стали вирощувати півонії та апельсини. Ще на початку правління організовано випуск газети «Столичний вісник».
У внутрішній політиці Сюань-цзун прагнув для забезпечення політичного спокою в країні. Також багато зробив для налагодження ефективної роботи адміністративного апарату, призначивши нових здібних канцлерів Яо Юаньцзі та Лу Хуайшена. У 714 році ліквідував таємну службу, яка діяла з часів У Цзетянь. Після цього став виконувати власну програму оновлення, що виявлялася у гуманному правління, підтриманні верховенства права, позбавлення впливу євнухів. Було запроваджено єдину систему державної служби. Було конфісковано майно та землі буддистських монастирів, які на той момент увійшли в значну силу. Водночас залишився покровителем буддизму як релігії. При його дворі мешкали та працювали відомі буддійські ченці Шубхакарасімха та Ваджрабодхі.
Здійснені були кроки щодо поліпшення фінансового та економічного стану: на 6-річний період звільнялися від податків особи, які зареєструвалися у спеціальних конторах. Тим було зменшено кількість волоцюг, а чисельність платників податків зросло до 800 тисячі родин. Впроваджувалися у дію нові соляні копальні, що значно збільшило надходження до скарбниці. У 716—721 роках велася ефективно боротьба з фальшуванням монет. Багато було зроблено для налагодження фінансового стану та підвищення якості управління за канцлера Чжан Цзюліна. Економія коштів торкнулася імператорського двору. В 736 році відбулася ревізія фінансової системи: переглянуто податки, трудові повинності, бюджети повітів. Разом з тим вік чоловіків, які повинні були плати податки, збільшився з 21 до 23 років. Скорочувалися видатки на армію. Водночас велася посилена боротьба з корупцією: від 716 до 736 року змінилося 5 канцлерів, яких запідозрили в корупції, багато чиновників було звільнено. Багато уваги приділено зменшенню документообігу, він був значно скорочений з 500 тисяч паперів до 200—150 тисяч.
За імператора Сюань-цзуна в 730-х роках було завершено складання «Звіту законів династії Тан».
Імператор та уряд активно боролися зі стихійними лихами, іншими бідами, що негативно впливали на врожаї, добробут селян. У 716 році проведено системну роботу з подолання нашестя сарани.
Для вирішення проблем з перенаселенням (за його правління населення Китаю становило 45 млн осіб) імператор видав наказ, який заохочував солдатів поселятися з родинами на місцях розміщення своїх гарнізонів, особливо за межами Китаю, зокрема в Ордосі, сучасній Внутрішній Монголії, Туркестані.

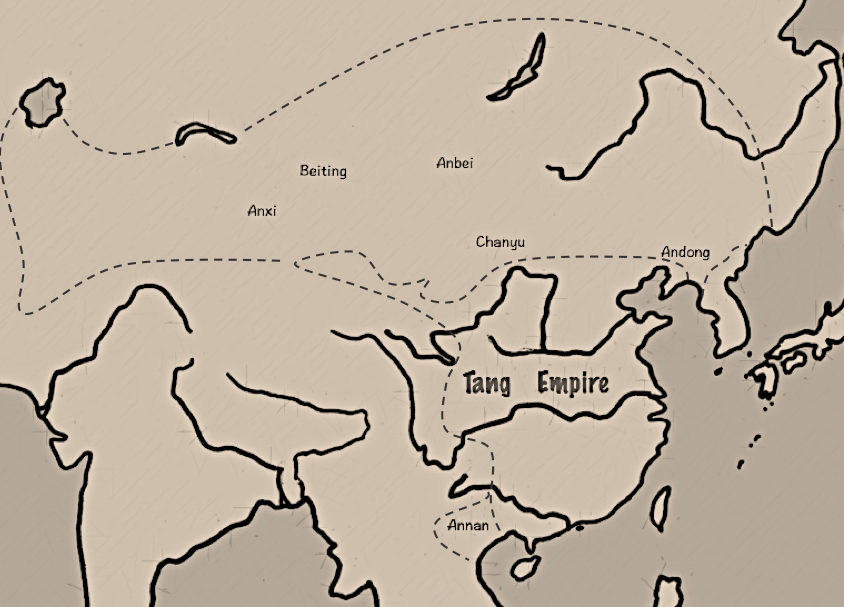
Імперія Тан та залежні землі на 740 рік

У зовнішній політиці Сюань-цзун намагався не проводити великих військових кампаній. Намагався вести захисні війні. Для поліпшення організації оборони було впроваджено посаду військового губернатора (цзєдуши), якого підпорядковувалося до 12 префектур. На півночі їх очолювали, як правило, варвари. У 714 році укладено мир з Ашин-Калаган-каганом, очільником тюрків. Того ж року довелося відбивати напади киданів та тибетців. Війни точилися переважно в Ордосі. Після вбивства Калаган-кагана імперії в 715 та 720 роках довелося вести запеклі війни з тюрками з перемінним успіхом. У 722 році за наказом Сюань-цзуна було скорочено прикордонні війська на півночі імперії з 600 до 200 тисяч. У 726—727 роках довелося воювати за область Турфан з Тибетською імперією на чолі з Меагцомом. У 730—732 та 735 роках китайській армії у союзі з уйгурами вдалося розбити вщент війська киданів, чим було на довгі роки захищено територію Китаю. У 733 році китайці намагалися здолати державу Бохай, проте марно. Згодом вдалося укласти мирні договори з Японією та південнокорейською державою Сілла. У 744 році східні тюркюти визнали себе васалом імперії Тан.

### Останні роки
З часом Сюань-цзун все більше відходив від справ. З 736 року все більший вплив на державні справи й загалом імперську політику отримав перший міністр Лі Лінфу, який визначав напрямки розвитку держави до своєї смерті в 752 році. Разом з тим імператор чітко виконував порядок щоденних аудієнцій. У 747 році за його наказом було створено резерв на чиновницькі посади. Разом з тим посилилися конфлікти серед членів уряду.
Ще більше відхід від справ намітився, коли дружиною імператора стала Ян Гуйфей. Він більше часу став приділяти розкоші та веселощам. У цей час захопився буддизмом з тантричною практикою.
При цьому надавав покровительство несторіанству. В 745 році за наказом імператора у кварталі Інін столиці Чан'ань було зведено храм для несторіанських місіонерів, що прибули з краю Дацин (тобто Персії).
Водночас не полишав даосизму, наказавши мати в кожному будинку текст трактату «Лао-цзи». До того ж включив даоські тексти до переліку необхідних знань при складанні іспитів. За наказом імператора було засновано спеціальну школу для вивчення даосизму.
На час відходу від справ припадають зовнішньополітичні невдачі імперії. В 751 році китайська армія у битві при Таласі зазнала поразки від арабів. У 752 році після смерті Лі Лінфу новим першим міністром стає Ян Гочжун, двоюрідний брат Ян Гуйфей. При ньому пішли вгору корупція та здирництво. Внаслідок конфлікту останнього з Ань Лушанєм, військовим губернатором північних прикордонних земель, у 755 році почалося повстання проти імператора. Ань Лушань рушив у центральні райони й зайняв м. Лоян, але у битві при перевалі Дунгуань зазнав поразки. Тоді імператор відкликав війська зі Східного Туркестану. Напочатку 756 року Ян Гочжун переконав імператора атакувати Лушаня, але урядові війська потрапили у пастку й були розбиті. Через три дні Сюань-цзун втік зі столиці Чан'ань на південь. Під час переходу солдати стратили Ян Гочжуна та Ян Гуйфей. Після цього Сюань-цзун не в змозі був продовжити боротьбу, передав у 756 році владу синові Лі Хену. Останній протягом 757—758 років здолав заколотників й повернувся до столиці. Слідом за ним переїхав до Чан'ана й Сюань-цзун. Останні роки до своєї смерті 3 травня 762 року він провів у спогадах про минуле, згадках про своїх найулюбленіших коханок — Ян Гуйфей та Мей-фей.

## Культура та мистецтво
Був великим шанувальником живопису, поезії. Надавав покровительство поетам, художникам, вченим. Було створено заклад «Грушовий сад», де мешкали й займалися творчістю артисти та співачки. «Грушевий сад» став прообразом театру. Таким чином, вважається, що Сюань-цзун став засновником китайського театру. Тут ставили спектаклі — яньсі, в яких брав участь сам імператор, закриваючись маскою. Виступав під ім'ям Лаолан.
Сприяв у 750-ті роки розвитку книгодрукування. В його часи творили великі поети, зокрема Лі Бо та Ду Фу. На початку правління Сюань-цзун заснував академію Ханьлінь, де зайняли місце найвидатніші вчені свого часу. Вона поділялась на відділи поезії, класики, алхімії, буддизму і даосизму, пророкувань, мистецтва, каліграфії та шахів.
Сам любив займатися літературною діяльність. Сюань-цзун склав коментар до класичного філософського трактату «Лао-цзи».
Був автором численних віршів, які складав у жанрах «лішу» та «хуайгу». Найвідомішим є вірш «Проходжу володінням Лу із зітханням і скорботою за Конфуцієм».
Був знавцем музики, а також сам майстерним музикою. Багато посприяв розвитку музичних жанрів. Сюань-цзун є автором 100 пісень. Особливо відомим стали пісенні композиції на тему «Осінь» та «Весна». Відомою також стала пісня «З веселки яскраве вбрання, з сяячих пір'їв убір».